# 筛目贝
筛目贝（学名：Cribrarula cribraria），又名花鹿寶螺，为宝贝科的动物。舊屬寶螺屬，今屬筛目贝属。

## 分佈
分布于北自日本向南经菲律宾、印度尼西亚至澳大利亚、东自贾维斯群岛、萨莫亚群岛经太平洋诸岛至印度洋诸岛至东非沿岸、台湾岛以及中国大陆的海南岛、西沙群岛等地，属于暖海产。其常栖息于浅海岩礁质海底。该物种的模式产地在斯里兰卡。